# Forças Populares
As Forças Populares (em árabe: القوات الشعبية; romaniz.: al-Quwwāt ash-Shaʿbiyya), também conhecidas como Serviço Antiterrorista, são um grupo armado palestino apoiado por Israel e supostamente ligado ao Estado Islâmico (EI) na Faixa de Gaza, liderado por Yasser Abu Shabab. Opõe-se ao Hamas e conta com o apoio de Israel.
O grupo, descrito como uma gangue ou milícia, é composto por aproximadamente 300 homens que operam no leste de Rafah. O apoio israelense às Forças Populares só foi revelado em junho de 2025, mas o grupo está ativo desde o início da ofensiva de Rafah em maio de 2024.
Durante a guerra em Gaza, Abu Shabab alegou que as Forças Populares expulsaram as forças do Hamas do leste de Rafah. As Forças Populares controlam territórios e rotas de ajuda humanitária perto da fronteira entre Egito e Gaza e saquearam a ajuda humanitária que entrava na Faixa de Gaza, descrita por um funcionário das Nações Unidas como "grande furto". O grupo afirma proteger civis do "terror do governo do Hamas" e de "ladrões de ajuda", e nega saques em larga escala. Em junho de 2025, motoristas de caminhão de ajuda humanitária disseram à CNN que os homens do Shabab estavam protegendo comboios de ajuda.
Autoridades israelenses reconheceram o envio de armas para as Forças Populares, como parte de um programa de armamento e apoio a elementos e clãs anti-Hamas na Faixa de Gaza. Abu Shabab negou qualquer colaboração com Israel e afirmou que seu grupo é apoiado pela Autoridade Palestina; esta última alegação foi negada por um porta-voz da Autoridade Palestina.
O Hamas, um oficial de segurança israelense não identificado e políticos da oposição israelense, como Avigdor Lieberman, Yair Golan e Yair Lapid alegaram que as Forças Populares são afiliadas ao EI, e criticaram duramente o apoio israelense ao grupo. Algumas das figuras proeminentes das Forças Populares foram identificadas como ex-militantes do EI que lutaram na insurgência do Sinai. Abu Shabab negou conexões com o EI, rotulando-as como propaganda destinada a semear hostilidade entre árabes e israelenses.

## História

### Origens
As Forças Populares são lideradas por Yasser Abu Shabab, um ex-traficante de drogas condenado e preso pelo governo do Hamas. Sob sua forma e nome atuais, o grupo surgiu em Rafah em maio de 2024, em meio à ofensiva israelense em Rafah. Segundo fontes, membros do grupo pertenciam a antigas facções jihadistas salafistas que se opunham ao Hamas, e a criminosos conhecidos.
O grupo conta com 300 homens, 50 dos quais foram recrutados pessoalmente por Abu Shahab. Outros 250 homens teriam sido recrutados pelos serviços de inteligência da Autoridade Palestina. Abu Shabab afirmou que as Forças Populares são financiadas por "esforços e doações individuais" e que estão armadas com "armas primitivas" herdadas de tribos locais. Ele também descreveu as operações de seu grupo como um projeto humanitário, afirmando que "centenas de famílias" estão sendo evacuadas diariamente para áreas sob controle das Forças Populares para escapar da "guerra e da fome".
Em uma entrevista de dezembro de 2024 ao The New York Times, proprietários de empresas de transporte de Gaza, motoristas de caminhão e grupos de ajuda humanitária alegaram que várias gangues participaram do saque de suas propriedades. Muitas pessoas acusaram Yasser Abu Shabab de ser o mentor dos saques. A gangue de Abu Shabab controla grande parte do bairro de Nasr, no leste de Rafah, que foi significativamente danificado pelo bombardeio das Forças de Defesa de Israel (IDF), bem como rotas de ajuda humanitária ao redor da passagem de fronteira de Keram Shalom, incluindo território a 1,5 km da passagem. O grupo pode estar se expandindo para Khan Yunis, ao norte de Rafah. Um motorista de caminhão cujo caminhão foi emboscado por membros da gangue disse que eles identificaram Yasser Abu Shabab como seu chefe. Outro morador de Gaza disse que tentou comprar farinha da gangue Abu Shabab e viu os homens armados da gangue guardando armazéns contendo alimentos roubados das Nações Unidas, e que os homens armados o ameaçaram com armas.

### Conexões com Israel
Vários funcionários da ONU afirmaram que os saques não poderiam ter ocorrido sem a ajuda do exército israelense. Um deles afirmou: "Esses tipos são provavelmente as únicas pessoas em Gaza que conseguem ficar a  100 metros de um tanque israelense ou de soldados israelenses sem serem baleados". Um funcionário diplomático disse à CNN que "o fato de [Abu Shabab] não ser alvo dos israelenses é uma indicação clara de como eles o veem", e alegou que havia colaboração entre Abu Shabab e a Fundação Humanitária de Gaza (o que a Fundação Humanitária de Gaza negou). Stéphanie Dujarric, porta-voz do Secretário-Geral das Nações Unidas, declarou que "Os relatórios – a ideia de que as forças israelenses podem estar permitindo saqueadores ou não fazendo o suficiente para evitar saques é francamente bastante alarmante, dadas as responsabilidades de Israel como potência ocupante de garantir que a ajuda humanitária seja distribuída com segurança." De acordo com analistas, é provável que Abu Shabab se comunique com as forças israelenses, "com base em evidências de seus movimentos em áreas de Gaza controladas por Israel" e sua proximidade com posições militares israelenses.
Em 26 de maio de 2025, Abu Shabab, que foi revelado como líder de um grande clã na cidade de Rafah, que estava sob controle total das Forças de Defesa de Israel (IDF), disse que estava formando um exército para garantir o fornecimento de ajuda humanitária a algumas partes da Faixa de Gaza. Ele postou imagens de seus homens armados recebendo e organizando o transporte de caminhões de ajuda humanitária. A conta de Abu Shabab no Facebook alegou que as Forças Populares garantiram 101 caminhões de ajuda humanitária, a maioria contendo farinha trazida a Gaza pelo Programa Alimentar Mundial (PAM). Em uma entrevista à CNN, caminhoneiros disseram que Abu Shabab forneceu 200 homens armados para proteger seus comboios. O Hamas acusou Abu Shabab de saquear caminhões de ajuda humanitária e de ter conexões com Israel. Abu Shabab negou ter cometido qualquer saque e disse que nunca agiu como alternativa ao governo palestino ou a outras instituições. Apesar disso, um oficial de segurança do Hamas chamou Abu Shabab de "uma ferramenta usada pela ocupação israelense para fragmentar a frente interna palestina" e prometeu se opor a ele. Em 30 de maio, o Hamas publicou um vídeo dos homens armados de Abu Shabab caminhando em um prédio antes de ser explodido. O Hamas alegou que o grupo ajudou as Forças de Defesa de Israel (FDI) a inspecionar os prédios antes de se instalarem.
Em junho de 2025, Abu Shabab divulgou um vídeo no qual afirmava que seu grupo havia assumido o controle do leste de Rafah. Ele conclamou os cidadãos de Rafah a retornarem, prometendo-lhes comida, abrigo e proteção em acampamentos improvisados construídos sob a supervisão das FDI. Seus combatentes, em sua maioria seus parentes, foram vistos vestindo uniformes com bandeiras palestinas e emblemas da "unidade antiterrorismo". Eles foram vistos montando barracas, descarregando suprimentos de caminhões e distribuindo alimentos. Ele afirmou que o objetivo de sua milícia é defender os civis contra o "terrorismo do Hamas" e o "saque desenfreado de ajuda humanitária". No mesmo mês, Avigdor Lieberman, líder do partido Yisrael Beitenu, afirmou que Israel fornece secretamente fuzis de assalto e armas leves a gangues em Gaza para enfraquecer o Hamas. O primeiro-ministro israelense, Benjamin Netanyahu, admitiu estar usando gangues armadas em Gaza contra o Hamas. Ele declarou: "Seguindo o conselho de autoridades de segurança, ativamos clãs em Gaza que se opõem ao Hamas. O que há de errado nisso? É apenas bom. Só salva as vidas de soldados das Forças de Defesa de Israel (IDF)". A Associated Press confirmou que um dos grupos patrocinados por Israel é liderado por Abu Shabab. Alegadamente, Israel forneceu ao grupo de Abu Shabab fuzis Kalashnikov, alguns roubados de militantes do Hamas. A operação foi aprovada pelo próprio Netanyahu. Isso causou polêmica entre os líderes da oposição israelense.
Em uma entrevista, Abu Shabab afirmou que seu grupo é composto por "forças de base" e que não são uma autoridade oficial, nem operam sob o controle da Autoridade Palestina. O porta-voz da Autoridade Palestina, Major-General Anwar Rajab, confirmou que não há conexão entre as forças de segurança palestinas e o grupo de Abu Shabab. A família de Abu Shabab afirmou que as Forças Populares estão envolvidas em "compromissos de segurança perigosos, inclusive trabalhando em unidades secretas e apoiando as forças de ocupação sionistas". Abu Shabab respondeu às declarações, afirmando que eram "fabricadas e falsas" e que fazem parte de uma "campanha midiática" contra ele e seus "colegas".

### Conexões com o Estado Islâmico
O grupo de Abu Shabab é conhecido por operar sob os nomes de "Forças Populares" e "Unidade Antiterrorismo". Diversas fontes árabes o acusaram de ter inclinações ideológicas radicais. Segundo a Al-Araby Al-Jadeed, a milícia evoluiu gradualmente de uma gangue criminosa pouco organizada para um grupo salafista-jihadista inspirado pelo Estado Islâmico (EI). A agência também afirmou que o grupo só mudou de "Unidade Antiterrorismo" para "Forças Populares" em maio de 2025, possivelmente para ocultar suas afiliações.
O apoio israelense às Forças Populares causou polêmica entre políticos e líderes da oposição israelense, alguns dos quais descreveram a ação como "completa loucura", devido às supostas conexões das Forças Populares com o EI. O ex-ministro da Defesa e rival de Netanyahu, Avigdor Libermann, disse: "Estamos falando do equivalente ao ISIS em Gaza" e que "ninguém pode garantir que essas armas não serão direcionadas a Israel". Yair Lapid, membro do partido Yesh Atid e líder da oposição, declarou nas redes sociais: "Após Netanyahu entregar milhões de dólares ao Hamas, ele passou a fornecer armas a grupos em Gaza afiliados ao ISIS – tudo improvisado, sem planejamento estratégico, e tudo levando a mais desastres". Yair Golan, d'Os Democratas, afirmou que Netanyahu "está criando uma nova bomba-relógio em Gaza".
Embora o grupo de Abu Shabab não apoie o Hamas, alguns de seus membros teriam participado de ataques com foguetes contra Israel e também teriam contatos com afiliados do EI. Um dos comandantes do grupo seria um homem de 33 anos, Issam Nabahin, que lutou ao lado do EI durante a insurgência no Sinai. Ele teria sido condenado à morte por seus crimes em 2023, mas conseguiu escapar da prisão antes de sua execução. Outro membro proeminente do grupo, Ghassan al-Dheini, filho de um agente do EI morto pelo Hamas, participou do sequestro do soldado das Forças de Defesa de Israel (IDF) Gilad Shalit.
No entanto, Aymenn Jawad Al-Tamimi, escrevendo para o Middle East Forum, contestou as alegações de que as Forças Populares estariam ligadas ao EI. Ele argumenta que o uso da bandeira palestina pelo grupo em seu logotipo e uniformes seria inaceitável para o EI antinacionalista, mesmo como disfarce, e que a colaboração com Israel constituiria apostasia do Islã sob a perspectiva do EI.

## Incidentes notáveis

### 2024
Em 16 de novembro de 2024, o grupo de Abu Shabab invadiu um comboio de 109 caminhões de ajuda humanitária das Nações Unidas, saqueando 98 deles. Alegadamente, Abu Shabab foi o mentor dos saques. Em entrevista à Sky News, Abu Shabab declarou: "Trabalhamos para garantir que a ajuda chegue ao nosso povo em segurança, sem interferência ou roubo". Um funcionário humanitário disse que suas alegações eram "cômicas".
Abu Shabab afirmou que eles estão saqueando alimentos para alimentar suas famílias e vizinhos e acusou o Hamas de roubar a maior parte da ajuda. Em 25 de novembro de 2024, dias após o saque, o Hamas matou mais de 20 dos saqueadores, entre eles o irmão de Abu Shabab.

### 2025
No início de junho de 2025, pelo menos 50 militantes do grupo de Abu Shabab foram mortos em confrontos entre o grupo e o Hamas.
Em 9 de junho de 2025, homens armados das Forças Populares, juntamente com as Forças de Defesa de Israel (IDF), abriram fogo contra uma multidão de palestinos que caminhava em direção a um centro de distribuição de ajuda apoiado por Israel e pelos EUA, matando aproximadamente 6 pessoas. Outras fontes disseram que os tiros mataram 14 palestinos e feriram cerca de 100 pessoas. A Associated Press relataria que as Forças Populares abriram fogo contra um grupo de homens que tentava organizar uma multidão, fazendo com que as pessoas próximas "empurrassem para frente". Uma testemunha ocular disse que "foi uma emboscada", acrescentando: "Os israelenses de um lado e Abu Shabab do outro". Este incidente fez parte de uma série mais ampla de tiroteios contra palestinos, que matou aproximadamente 127 pessoas.
No mesmo dia, as forças do Hamas capturaram e prenderam Issam Nabahin.
Em junho, quatro combatentes do Hamas foram mortos por um ataque aéreo israelense, no "primeiro ataque israelense em Gaza cujo único objetivo era ajudar a milícia Abu Shabab".